# Актроид

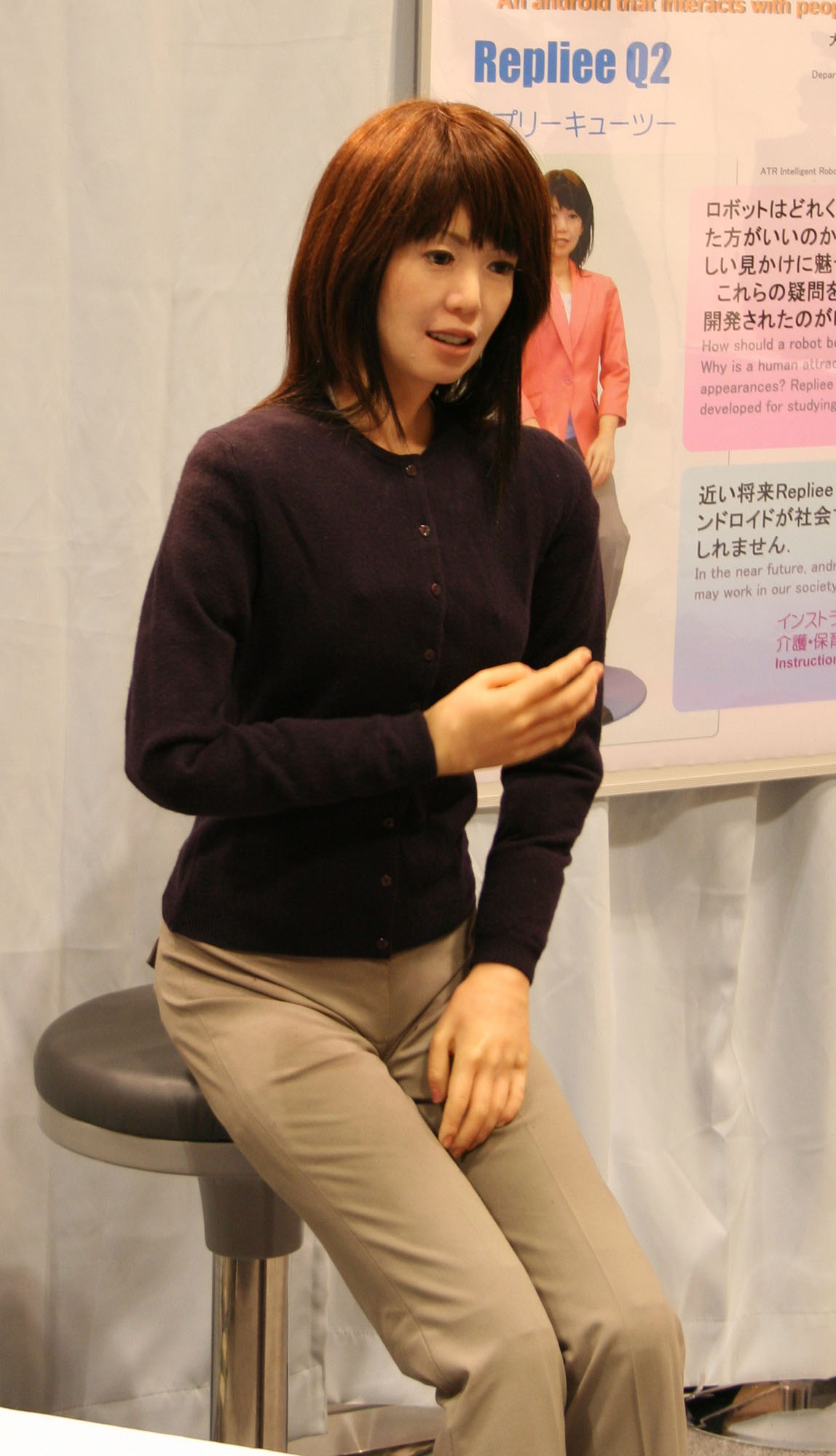
Андроид Repliee Q2 может мигать, распознавать и обрабатывать речь, ощущать прикосновения и отвечать на них

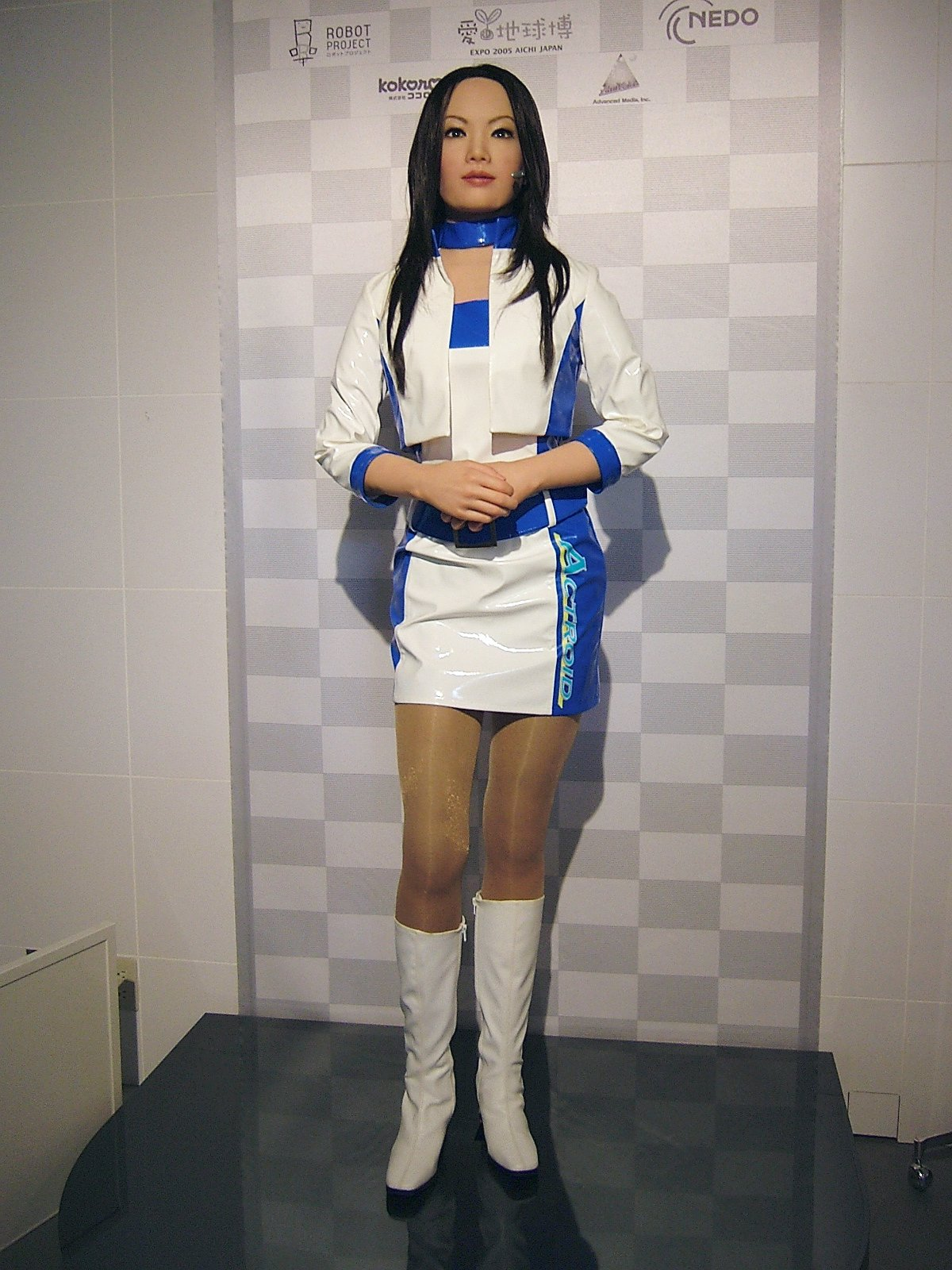
Андроид DER 01 на выставке 2005 года в Айти, Япония

Актроид (яп. アクトロイド) — это один из видов человекоподобных роботов, разработанный Осакским университетом совместно с отделом аниматроники компании Кокоро (англ. Kokoro Company Ltd.). Впервые актроид был представлен на международной выставке роботов в Токио в 2003 году. В настоящее время было выпущено несколько версий этого робота, большинство из которых по внешности напоминают молодую девушку-японку.
Актроид-женщина — первый пример правдоподобного робота, похожего на роботов из научно-фантастических книг. Такие роботы могут мигать, воспроизводить человеческую речь и имитировать дыхание. Модели под названием «Repliee» — интерактивные роботы со способностью распознавать, обрабатывать речь и отвечать.

## Технология
Внутренние сенсоры позволяют роботу естественно реагировать на внешние раздражители, благодаря пневматическим приводам, размещенным в верхней части тела в местах сочленения. У ранних моделей было по 42 таких точки, у более новых их 47. До сих пор движения в нижней части тела ограничены. Работа сенсорики робота вместе с пневматическими приводами позволяют достаточно быстро реагировать или парировать движения, такие как пощёчина или тычок. Искусственный интеллект помогает роботу реагировать по-разному на более приятные прикосновения, такие как похлопывание по плечу.
Актроид может также имитировать человеческое поведение с небольшими изменениями, движения головы и глаз и процесс дыхания. Кроме того, робот может «учиться» имитировать людские движения от того, кто стоит впереди него и на него надеты отражающие точки в ключевых местах на теле. Благодаря отслеживанию точек роботом его зрительной системой, просчитыванию движений конечностей, робот сможет повторить то, что он «выучил».
Кожа сделана из силикона и выглядит очень реалистично. Сжатый воздух, который питает сервомоторы робота и большинство вычислительных аппаратных средств, контролируется искусственным интеллектом и поступает извне. Из-за этого у робота отсутствует возможность передвижения: на выставках актроид либо сидел, либо стоял с поддержкой со спины.
Интерактивные актроиды могут разговаривать с людьми на элементарном уровне. Микрофоны в этих актроидах записывают речь человека и потом фильтруют его от фонового шума, включая звуки работы самого робота. Программное обеспечение, которое распознаёт речь используется для преобразования аудио-потока в слова и предложения, которые затем обрабатываются ИИ робота и используются им. Отвечает актроид через внешние динамики.
Далее интерактивность достигается за счет невербальных методов. Когда к нему обращаются, актроид использует зрительные датчики и датчики, которые расположены на полу для поддержания визуального контакта с говорящим. В дополнении, роботы могут реагировать телом и изменять тембр голоса, меняя своё выражение лица, позицию и вокальные перегибы.

### Модели
Оригинальный Repliee Q1 имеет «сестру» — Repliee R1, которая внешне напоминает 5-летнюю японскую девочку.
Более передовые модели были представлены на Expo 2005 в Айти, чтобы направлять людей в определённые места и события. Четыре уникальных лица были даны роботам. Repliee Qi-expo был спроектирован после презентации на NHK. Для того, чтобы спроэктировать лицо Repliee Q2 были сканированы лица нескольких молодых японок и их лица были скомбинированы в среднее композиционное лицо.
Новая модель — Actroid — DER2 была сделана во время недавней поездки по городам США. На NextFest 2006 робот говорил по-английски и был представлен в чёрном виниловом костюме, в положении стоя. Другой Actroid DER2 был на шоу в Японии. Этот новый робот имеет более реальные черты и движения, чем его предшественник.
В июле 2006-го внешний вид робота был изменён. Эта модель была построена для того, чтобы выглядеть как один из создателей Хироси Исигуро, и был назван Geminoid HI-1. Контролируемый интерфейсом захвата движения, Geminoid HI-1 Может имитировать тело Исигуро и мимикой, и он может воспроизводить голос синхронно с его движениями и осанку. Исигуро надеется доработать робота так, чтобы он мог вести лекции в Осакском университете, когда он находится не там.
В мае 2011-го датский лектор, Хенрик Скхофье показал роботную версию самого себя. Производимый в Японии и названный Deminoid — DK, его действия контролируются удалённо оператором, но он запрограммирован с уникальными движениями Скрафье такие как пожимание плечами и взгляды.